# チップ・イングランド
チップ・イングランド（Chip Engelland, 1961年5月9日 - ）は、アメリカ合衆国の元バスケットボール選手。カリフォルニア州パシフィック・パリセーデス出身。アメリカ男子プロバスケットボールリーグNBAのオクラホマシティ・サンダーのアシスタントコーチ。

## 経歴
ロサンゼルスで生まれ、1975年には、Engelland、ジョン・ウッデンヘッドコーチの率いるNCAAのチャンピオンUCLAブルーインズでボールボーイを務め、バスケットボールのキャリアをスタートした。パシフィックパリセーズ高校に入学し、1979年にシニアとしてロサンゼルスで最高得点を記録した。
デューク大学に進学し、マイク・シャシェフスキーヘッドコーチ率いるブルーデビルズで4シーズンプレーし、1,000ポイント以上を獲得し、4年時にはチームキャプテンを務めた。
デューク大学卒業後、1984年から1991年までフィリピンなどのプロリーグで活躍した後、プロ時代に「マシンガン」とも呼ばれた優れたシューティング能力を活かし、1993年にシューティングスキルを向上させるクリニックによりコーチングの仕事を開始した。NBAでのキャリアは1999年に始まり、1999から2000年は、デトロイト・ピストンズでシューティングコンサルタントとしてスタッフとなった。2003年から2005年までデンバー・ナゲッツで選手育成担当コーチを務めた後、2005年に現在のサンアントニオ・スパーズアシスタントコーチに招聘され、グレッグ・ポポビッチのもと、2006-2007年シーズンでNBA優勝を経験した。
2013-2014年シーズンの優勝にも大きく貢献し、2014年ファイナルMVPに輝いたカワイ・レナードもイングランドによってシューティング・チューンアップされた選手の一人である。

## その他
若手のシューティングスキル向上に定評があり、フリースローを苦手とする選手の改善や、スパーズの高確率な３ポイントを支える一人である。